# Hualañe
Hualañe är en kommun i Chile.   Den ligger i provinsen Provincia de Curicó och regionen Región del Maule, i den södra delen av landet, 190 km sydväst om huvudstaden Santiago de Chile. Antalet invånare är 9 303. Arean är 629 kvadratkilometer.
Terrängen i Hualañe är kuperad.
Trakten runt Hualañe består till största delen av jordbruksmark. Runt Hualañe är det glesbefolkat, med 15 invånare per kvadratkilometer.